# Jacob Sartorius
Rolf Jacob Sartorius (Tulsa, 2 de outubro de 2002) é um cantor e personalidade da internet norte-americana, que se tornou famoso através de seus vídeos cômicos no aplicativo Vine e de sincronização labial no Musical.ly e no TikTok. Em 2016, ele lançou seu single de estreia "Sweatshirt", que alcançou a posição 90 na parada Hot 100 nos Estados Unidos. Jacob foi o nono artista musical mais pesquisado de 2016.
Em 20 de janeiro de 2017, Jacob lançou seu primeiro EP, The Last Text, que possui oito canções. O EP ficou nas paradas dos Estados Unidos, Canadá, Escócia, Nova Zelândia, Irlanda e Austrália. Sua turnê de estreia, The Last Text World Tour, ocorreu no mesmo ano. Depois, ele lançou seu segundo EP, Left Me Hangin '. Em novembro de 2018, Jacob lançou seu terceiro EP, Better With You. Em 31 de maio de 2019, ele lançou seu quarto EP, Where Have You Been?, que, assim como seus três lançamentos anteriores, não conseguiu fazer nenhum sucesso mundial.
Em agosto de 2020, Jacob alcançou mais de 23,7 milhões de seguidores no TikTok e 9,3 milhões no Instagram.

## Biografia e carreira
Jacob nasceu em Tulsa, no estado americano de Oklahoma. Pouco tempo depois de nascer, ele foi adotado e mudou-se para a Virgínia porque seus pais biológicos não tiveram condições para criá-lo. Ele foi criado em Reston, na Virginia, por seus pais adotivos. Aos 7 anos, Jacob começou a atuar em musicais, onde descobriu seu amor pela performance.
Em 2014, Jacob publicou seu primeiro vídeo no Vine aos 11 anos. O vídeo, que era uma mensagem sobre o anti-bullying, se tornou viral e foi o pontapé inicial para sua fama nas redes sociais. Depois de postar vídeos regularmente no Vine, Jacob começou a fazer sucesso no aplicativo. Ainda em 2014, Jacob juntou-se ao Musical.ly, onde se tornou famoso. Seus vídeos de dublagem no aplicativo ficaram muito populares e o levaram a se tornar uma das maiores estrelas, com mais de 8 milhões de seguidores em agosto de 2016.
Jacob acreditava que as redes sociais lhe serviam para se livrar do bullying, afirmando: "Antes do Musical.ly, eu não era o mais extrovertido. O aplicativo me ajudou muito. É como se ninguém estivesse assistindo além da câmera." 
Em 2 de fevereiro de 2019, Jacob revelou em seu Instagram que desde os 11 anos fazia terapia e tomava medicamentos antidepressivos.

### Início da carreira, T3MG e AMF Tour (2016)
Depois de ganhar fama nas redes sociais, Jacob assinou contrato com o selo musical T3 Music Group e lançou seu single de estreia "Sweatshirt" no dia 3 de maio de 2016. A música alcançou a posição 90 na Billboard Hot 100 dos EUA e a posição 81 na Canadian Hot 100. Na época, o site Business Insider previu que Jacob "poderia ser o próximo Justin Bieber ".
Após a turnê, Jacob lançou mais dois singles, "Hit or Miss" e "All My Friends". Com "Hit or Miss" estreando na posição 72 nos Estados Unidos, é o single de maior sucesso de sua carreira até hoje. Em 2016, Jacob realizou a All My Friends Tour, uma mini-turnê  onde se apresentou em seis cidades.

### The Last Text, RCA eLeft Me Hangin '(2017-presente)
Três meses depois, Jacob anunciou sua turnê The Last Text World Tour, que seria realizada em sete países em 2017 para divulgar seu EP The Last Text. O EP foi lançado em 20 de janeiro de 2017.
Em meados de 2017, Jacob assinou contrato com a gravadora RCA Records e, em 6 de outubro, lançou seu primeiro trabalho por uma grande gravadora, Left Me Hangin '. Jacob lançou sua primeira canção natalina, "Cozy", em 1º de dezembro de 2017. 
Em março de 2018, Jacob participou do protesto March for Our Lives, em Los Angeles, e falou no evento.
Em 1º de novembro de 2018, Jacob lançou seu EP Better With You. Em 31 de maio de 2019, ele lançou seu terceiro EP, Where Have You Been? 

## Discografia
- The Last Text EP (2017)
- Left Me Hangin' (2017)
- Better with You (2018)
- Where Have You Been? (2019)

## Prêmios e indicações
| Ano  | Prêmio                    | Categoria                   | Indicação | Resultado |
| ---- | ------------------------- | --------------------------- | --------- | --------- |
| 2016 | Teen Choice Awards        | Choice Muser                | Ele mesmo | Indicado  |
| 2017 | iHeart Radio Music Awards | Social Star Award           | Ele mesmo | Indicado  |
| 2017 | Kids 'Choice Awards       | Favorite Viral Music Artist | Ele mesmo | Indicado  |
| 2017 | Radio Disney Music Awards | Favorite Social Media Star  | Ele mesmo | Indicado  |
| 2017 | Shorty Awards             | Muser of the Year           | Ele mesmo | Indicado  |
| 2017 | Teen Choice Awards        | Choice Muser                | Ele mesmo | Indicado  |

## Turnês
- Tour All My Friends (2016)
- The Last Text World Tour (2017)
- The Left Me Hangin 'Tour (2017)
- Night & Day Tour (abertura do show de The Vamps) (2018)